# Amt Vegesack
Das Amt Vegesack war ein Verwaltungsgebiet und Gericht der Hansestadt Bremen. Der Sitz des Amtes befand sich in dem damals eigenständigen Ort Vegesack. Die Leitung hatte ein Amtmann, der unter dem Senatskommissar der Hafenstadt stand.

## Geographie
Das Amt Vegesack grenzte im Nordwesten an das hannoversche Amt Blumenthal und im Osten an das hannoversche Amt Lesum. Im Südosten lag der Landkreis Bremen und am gegenüber liegenden Ufer der Weser im Südwesten die oldenburgischen Ämter Delmenhorst und Elsfleth.

## Geschichte
Nach der Bremer Franzosenzeit (1810–1813), in der Vegesack zum Arrondissement Bremerlehe gehörte, wurde 1815 der Beschluss gefasst, in Vegesack einen bremischen Amtmann einzusetzen „zur Handhabung der Unter-Civil-, Unter-Criminal- und Polizeigerichtsbarkeit, sowie zur Verwaltung der administrativen Polizei, der Ausführung der Regierungsbeschlüsse und Führung des Civilstandsregisters“. Mit der Amtseinführung von Amtmann August Christian Wilmanns am 16. Februar 1816 beginnt die Geschichte des Bremischen Amts Vegesack.
Mit den Reichsjustizgesetzen von 1879 wurden Justiz und Verwaltung voneinander getrennt. Das Amt Vegesack war danach nur noch für die Verwaltung zuständig. Für die Justiz ist das Amtsgericht Bremen eingerichtet worden, das regelmäßige Sprechstunden in Vegesack wahrnahm. Der größte Teil der Aufgaben lag nun bei der Stadt Vegesack und beim Amtsgericht. Da es keinen Bedarf mehr für einen ausgebildeten Juristen beim Amt gab, übernahmen in der Folge Polizeikommissare die Leitung des Amtes.
Die Vermögensverwaltung, Bau-, Feuer- und Meldepolizei gingen 1909 an die Stadt Vegesack über.
Das Bremische Amt Vegesack wurde zu Beginn des Jahres 1938 als eigenständige Behörde aufgehoben. Die amtliche Bezeichnung lautete fortan „Polizeidirektion Bremen – Dienststelle Vegesack“. Damit war die Auflösung des Bremischen Amts praktisch vollzogen. Eine abschließende gesetzliche Regelung erfolgte durch das „Gesetz über die Verwaltung der Polizei in Bremen“ vom 30. Juli 1938.

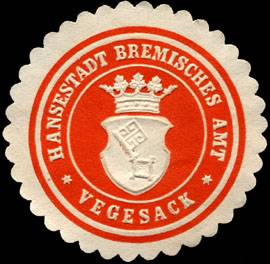
Siegelmarke des Amts Vegesack

## Amtsleute
- 1816–1836: August Christian Wilmanns
- 7. September 1836–1850: Gustav Conrad Kulenkamp
- 3. Februar 1851–1879: Hermann Franz Friedrich Droste
- 1879–1896: Polizeikommissar Nelke
- 1896–1925: Polizeikommissar Friedrich Ludwig Kassau
- 1925: Polizeihauptmann Karl Herbst[2]